# キナウア・ビリボ
キナウア・ビリボ（Kinaua Biribo、1993年8月14日 - ）は、キリバスの柔道家。サウス・タラワ出身。
2019年に柔道を始める以前は、レスリングをしていた。
2020年の初め、1ヶ月間の予定で日本で研修し始めたが、COVID-19の感染拡大の影響により出国できなくなり、結果的に1年以上日本に滞在することとなった。
2021年の東京オリンピックの女子70kg級に出場した。開会式ではウエイトリフティング選手のルベン・カトアタウと共に旗手を務めた。

## 主な戦績
| 年   | 大会               | 開催地     | 種目   | 結果      | 備考 |
| ---- | ------------------ | ---------- | ------ | --------- | ---- |
| 2021 | 世界柔道選手権大会 | ブダペスト | 70kg級 | 1回戦敗退 |      |
| 2021 | オリンピック       | 東京       | 70kg級 | 1回戦敗退 |      |